# 이상교
이상교는 1949년 서울 동대문구 신설동에서 아버지 이덕중과 어머니 소진원의 4남 4녀 가운데 둘째로 태어났다. 이른 생일로 일곱 살 때 서울 동대문구에 소재한 전농초등학교에 입학했으나, 아버지의 전근으로 경기도 강화군 길상초등학교로 전학을 갔다. 그리하여 유년 시절의 대부분을 강화에서 보냈다.
1962년 길상초등학교를 졸업(37회)하고 초등학교 인근의 남녀공학인 강남중학교에 진학하고 2학년 때 다시 서울 전농동으로 이사해 와 성동여중으로 전학했다. 이때 소설 《마그마》를 쓴 소설가 이정호 선생님을 담임으로 만나면서 글쓰기가 시작되었다. 성동여자중학교를 졸업해 성동여자실업고등학교에 진학해 공부를 마치고 1968년에 졸업했다. 건강을 이유로 대학에는 진학하지 않았고 대체로 집에 머물면서 초등학교 아이들 과외 지도를 했다.
1973년 월간지 「소년」을 통해 동시 부문 3회 추천 완료를 마쳤으며 이듬해인 1974년 조선일보 신춘문예에 동시 부문에서 가작으로 입선했다. 당선작이 있는 입선이었는데, 윤석중 선생님의 심사로 동시 ＜달맞이 꽃＞까지 선에 든 것이었다. 또한 같은 해, 「월간문학」 제16회 신인문학상(동시 부문)을 받게 되었는데 작품은 「나무」였다. 그후 1977년 조선일보와 동아일보 신춘문예 동화 부문에서 당선되었다. 
동화작가가 되고 나서 1985년과 2004년 한국동화문학상, 1993년 해강아동문학상, 1996년 소년한국일보사 세종아동문학상을 받았고, 2008년에는 한국 동시문학회 회장을 역임했다. 2012년 제17회 박홍근 아동문학상을 동시집 《좀이 쑤신다》로 수상하였고, 2016년에는 IBBY 어너리스트 출품작에 동시집 《예쁘다고 말해줘》가 선정되었다. 2020년 《찰방찰방 밤을 건너》로 권정생문학상을 수상하였다. 2022년 아스트리드 린드그렌 추모 문학상 한국 후보로 선정되었다. 2023년 대한출판문화협회(출협)가 주최하는 서울국제도서전에서 2023년 ‘한국에서 가장 아름다운 책’ 10권 가운데 그림책으로 유일하게 《할머니네 집지킴이》(엔씨소프트, 이상교 글, 한병호 그림)가 선정되었다.

## 대표도서

### 《우리집 귀뚜라미》
1988년 이상교 작가의 첫 동시집으로 서정적인 정서가 깃든 동시가 총 41편 실려있다. 「시장길」, 「조개 껍데기」 같은 우리 주변에서 흔히 볼 수 있는 소재들, 작고 소소한 것들을 다시 한번 들여다볼 수 있는 기회를 마련해 준다. 이외에도 지금이 아닌 옛 시절들을 다룬 동시들도 있어서 부모와 함께 이야기를 나눌 시간을 주기도 한다.
이상교 작가의 모든 동시에는 동화가 깃들어 있는데, 제목인 「우리집 귀뚜라미」라는 시는 밤늦게 혼자 빈집을 지키는 귀뚜라미에 관한 이야기를 다루고 있다.

### 《살아난다, 살아난다》
2004년 출간된 이 동시집은 작은 것에도 늘 관심을 두고, 평범함 속에서 새로운 모습을 찾아내는 작가의 시선이 돋보인다. 주변에서 일어나는 작은 일들을 작가의 시선으로 전해 주는 시 53편이 실려 있다. ‘어른이긴 해도 어린이일 적이 더 많으니 어린이인 셈’이라고 말하는 이상교 작가. 특히 이 동시집에서는 동물과 식물, 자연 속 일
상을 어린이의 눈으로 바라보고, 이상교 어린이의 마음을 표현하였다.

### 《먼지야, 자니?》
《먼지야, 자니》 동시집은 일상생활에서 만날 수 있는 작은 생명들의 소박한 이야기 57편이 실려 있다. 제목에서부터 느껴지는 속삭임은 우리들이 쉬이 지나쳐버리는 것들의 이야기이지만, 꼭 필요한 이야기들이다. 이 세상 어느 것 하나 소중하지 않은 것들이 있으랴. 이상교 작가의 동시집에서 만나는 작은 생명들은 하나하나 서로를 쓰다듬고 있는 듯하다.
이 동시집은 3부로 구성되어 있다. 작가는 아이들의 소소한 생활과 생명력 있는 이야기들을 섬세한 눈길로 바라보고 이야기한다. 제1부는 ‘학교·집·친구 그리고 나’의 이야기로 채워져 있다. 제2부는 아이들의 생활을 둘러싼 생명이 있는 ‘꽃·나무·새 그리고 고양이’이다. 제3부는 ‘비·구름·바람 그리고 하늘’이다. 이상교 작가는 감정의 과
잉을 피해가면서도 사랑하기를 멈추지 않는다. 작가의 노련한 솜씨는 사랑의 표현 방식에 있다. 훌쩍 커버린 어른 작가는 어린이다운 마음으로 씨앗을 품듯 시적 긴장감과 함축성을 놓치지 않는다.

### 《나와 꼭 닮은 아이》
이상교 시인은 눈에 띄지 않는 작은 것, 소홀하게 여겨지는 것을 자상하고 따스한 사랑의 눈으로 바라보고 또 이것을 동시로 나타내려 애쓰시지요. 그래서 그녀는 다른이들에게는 세상 보잘것없는 것처럼 보이는 그 무엇이더라도 소중하게 다가오고, 이것이 ‘동시’로 떠올려지는 것만으로 반가움이라며 ‘살 재미’를 느끼신다고 합니다.
《나와 꼭 닮은 아이》는 이상교 시인의 두 번째 동시집으로 테마에 따라 크게 세 부분으로 구성되어 있다. 
이처럼 이상교 시인은 세상 그 무엇이든 눈에 들어오는 것들에서 느껴지는 마음과 일렁이는 소리에 귀기울인다. 
이상교 시인은 세상 작은 것들에 관심을 보이고 여기에 일렁이는 마음 속 작은 감정에도 따뜻한 손길을 주고 있다. 거창한 문구를 사용하지 않고도 이상교 시인의 동시는 시인의 마음을 느낄 수 있게 하고 말그대로 아이들의 마음이 되게 한다.

### 《좀이 쑤신다》
2011년 출간된 이 동시집은 일상 속의 작고 소소한 사물과 생명을 바라보는 이상교 작가의 시 48편이 실려 있다. 작가는 글쓴이의 말을 통해 “시가 세상 곳곳에 숨어있어 참 다행입니다.”라고 전했다. 작가가 보는 세상과 듣는 세상 모두가 동시가 되는 셈이다. 제목인 <좀이 쑤신다>에서는 ‘좀이 쑤시다’라는 말의 의미를 아이의 행동을 통해 재미있게 보여 준다.

## 참고 문헌
작가연구자료집 2018, KBBY국제아동청소년도서협의회